# Bragasellus aireyi
Bragasellus aireyi là một loài chân đều trong họ Asellidae. Loài này được Henry & Magniez miêu tả khoa học năm 1980.